# Ruta Estatal de Alabama 34
La Ruta Estatal de Alabama 34, y abreviada SR 34 (en inglés: Alabama State Route 34) es una carretera estatal estadounidense ubicada en el estado de Alabama, en los condados de St. Clair y Talladega. La carretera inicia en el Oeste desde la US 231     en Pell City en sentido Este hasta finalizar en la AL 77     cerca de Talladega. La carretera tiene una longitud de 20,56 km (12.9 mi).

## Mantenimiento
Al igual que las autopistas interestatales, y las rutas federales y el resto de carreteras estatales, la Ruta Estatal de Alabama 34 es administrada y mantenida por el Departamento de Transporte de Alabama por sus siglas en inglés ALDOT.